# Elredo de Rieval
Elredo de Rieval, también Aelred of Rievaulx (en latín: Aelredus Riævallensis) (Hexham, 1110 - Rievaulx, York, 12 de enero de 1167) fue un teólogo, escritor, historiador, hagiógrafo y religioso cisterciense inglés. Fue abad de Rievaulx (diócesis de York). 
Se le considera como un brillante pensador cristiano por cuenta propia y un influyente escritor que sentó las bases del Humanismo siglos después. Su principal preocupación al margen de la religión fue la amistad como valor espiritual.
Es considerado santo por las Iglesias católica y anglicana y su fiesta litúrgica se celebra el 12 de enero.

## Hagiografía
Elredo nació en Hexham (Northumbria, entre Inglaterra y Escocia) en 1110 en el seno de una familia de funcionarios de la Corona inglesa. 
Recibió la primera instrucción en el priorato de Durham, y hacia la edad de catorce años entró al servicio del rey David I de Escocia, en cuya corte completó su formación, pasando después a ocupar el cargo de mayordomo (dispensator).
Hacia 1134 abrazó la vida monástica cisterciense en el monasterio de Rieval (Rievaulx, Yorkshire), casa fundada dos años antes por la abadía de Claraval (Ville-sous-la-Ferté, Francia), de donde era abad Bernardo de Claraval. Su humanismo y sus talentos intelectuales y espirituales lo llevaron bien pronto a asumir tareas de dirigir su propia comunidad: fue maestro de novicios entre los años 1141 y 1143 y abad desde el 1147 hasta su muerte, en 1167. Entre 1143 y 1147 estuvo de primer abad de Revesby, casa filial de Rieval.
A pesar de su vida retirada no dejará de intervenir en política, merced a su amistad con el rey Enrique II de Inglaterra. Por esta amistad fue invitado a la traslación de los restos de San Eduardo el Confesor, lo que le animó a escribir la vida del santo.
Además de la vida de San Eduardo el confesor, escribió seis tratados sobre la historia de Inglaterra de su tiempo y otras tantas obras ascéticas. 

### Muerte
Elredo murió en su monasterio de Rieval el 12 de enero de 1167, día en que lo conmemora el martirologio romano.

## Vida
Elredo era hijo de Eilaf, sacerdote de Saint Andrew en Hexham, quien era hijo de otro Eliaf, tesorero de Durham, todos ellos al servicio del rey de Inglaterra, que por las fechas de los hechos corresponden a los períodos de los reinados de Guillermo I, Guillermo II y Enrique I.
Algunos grupos cristianos lo consideran santo patrono de la homosexualidad, aunque según la historiadora Marsha Dutton "no hay modo de conocer los detalles de la vida de Elredo, mucho menos sus experiencias sexuales".

## Obras
Además de los numerosos sermones litúrgicos predicados a su comunidad de Rieval, y después editados por él mismo, Elredo es conocido por su tratado teológico sobre el amor, De Speculo caritatis (‘El espejo de la caridad’) y, sobre todo, puesto que es la obra que lo hizo famoso, por el tratado sobre la amistad espiritual, De spiritali amicitia, un texto que fue leído y releído durante toda la Edad Media en los noviciados cistercienses, y del cual nos han llegado numerosos manuscritos.
Estas dos obras se complementan, en cuanto que la primera trata del amor como virtud teologal, es decir, en relación con Dios, y la segunda del amor humano, que Elredo concreta en la amistad como camino de acceso al amor teologal.

### Obras históricas y biográficas
- De bello Standardii
- Genealogia regum Anglorum (distinta de las Genealogiae regum Anglorum)
- Vita sancti Edwardi, regis et confessoris
- Vita sancti Niniani
- Vitae antiquae Sanctorum Scotiae
- Vita Davidis Scotorum regis
- De sanctimoniali de Watton
- Historiae anglicanae scriptores
- De fundatione monasteriorum Sanctae Mariae Eboracensis et de Fontibus
- De sanctis ecclesiae Haugustaldensis

### Obras teológicas, espirituales y ascéticas
- De speculo caritatis
- Compendium speculi caritatis
- Sermo de dilectione Dei
- De Iesu puero duodenni
- De spiritali amicitia
- Abreviationes de spiritali amicitia
- De institutione inclusarum
- Dialogus de anima
- Oratio pastoralis
- Sermones de tempore et de sanctis
- Sermones de oneribus (32 sermones sobre Isaías 13-16, que constituyen un tratado sobre la perfección cristiana)

### Obras perdidas
- Chronicon ab Adam ad Henricum
- Fasciculus frontium
- Epistolae

### El tratadoSobre la amistad espiritual
En el De spiritali amicitia, escrito entre los años 1158 y 1163, Elredo presenta la amistad como un marco, como un espacio capaz de estructurar y humanizar la vida personal y comunitaria de los monjes con miras a su objetivo espiritual: la búsqueda de Dios. Lo hace recuperando un filón precioso de la psicología y la antropología clásicas, releyéndolo y actualizándolo en función del nuevo contexto. Este filón es el tema de la amistad, que había sido tratado ya por Sócrates y Platón, y de manera más sistemática por Aristóteles, que le dedicó los libros VIII y IX de su Ética a Nicómaco. Este filón de reflexión antropológica y sapiencial encuentra una de sus máximas realizaciones en el tratado de Marco Tulio Cicerón, el Laelius o De amicitia (44 a. C.), texto que, de joven, había impresionado Elredo, y que reencontró en el noviciado de Rieval. 
Elredo asume sin reservas la definición ciceroniana de amistad: «La amistad —dice Cicerón— es el consenso en las cosas humanas y divinas, basado en la benevolencia y la caridad». Esta definición nace de una antropología abierta a lo trascendente, que entiende al hombre como un espíritu encarnado, en el cual la dimensión espiritual y la humana se encuentran armónicamente integradas.
Según Elredo, una amistad auténtica debe tener estas notas: dilectio, affectio, securitas e iucunditas. Lo explica así: «Hay cuatro elementos que me parecen especialmente propios de la amistad: la dilección, el afecto, la confianza y la elegancia. La dilección se expresa con los favores dictados por la benevolencia; el afecto, con aquel deleite que nace en lo más íntimo de nosotros mismos; la confianza, con la manifestación, sin temor ni sospecha, de todos los secretos y pensamientos; la elegancia, con la compartición delicada y amable de todos los acontecimientos de la vida —los dichosos y los tristes—, de todos nuestros propósitos —los nocivos y los útiles—, y de todo el que podemos enseñar o aprender».

## Teología y espiritualidad
Es un representante de la denominada teología monástica, cultivada en los monasterios medievales, y que con la aparición de Císter experimentó un nuevo impulso, con autores como Bernardo de Claraval, Guillermo de Saint Thierry, Guerrico de Igny y el mismo Elredo, todos ellos contemporáneos del siglo XII. Esta teología elaborada en los claustros cistercienses, a diferencia de la que se hacía en las escuelas de las catedrales y en las universidades, más especulativa, no separa la reflexión intelectual de la vida, el conocimiento del amor. Es una teología encarnada en la propia existencia y en la experiencia, que brota del misterio de la fe creído y vivido en la liturgia, y que se fundamenta en la lectura pausada y saboreada de la Sagrada Escritura.
La doctrina teológica de Elredo se sintetiza así: el alma humana, creada a imagen de Dios, herida por el pecado, puede reencontrar su estado primigenio con la ayuda de Cristo, viviendo en profundidad el amor en su doble vertiente: divina (amor teologal) y humana (amistad). El alma, es decir, el hombre, la persona en camino, encuentra en el amor divino y humano la posibilidad de llegar a su plenitud, a su sentido, a su felicidad.
Con respecto a la espiritualidad propiamente monástica, la gran aportación de Elredo es la recuperación de la amistad como estructura personal y comunitaria de la caridad fraterna que la Regla de san Benito propone vivir a sus monjes. De hecho, la comunidad monástica, que san Benito definía como una «escuela del servicio», evoluciona en Elredo a escuela del amor, del amor hacia Dios y del amor de los unos por los otros.
Así, la espiritualidad de Elredo es muy concreta y afectiva, en cuanto que pretende llegar al corazón de cada persona y alentarla a configurarse más y más con Cristo, que es el ideal del monje.

## Legado
Elredo de Rieval es valorado sobre todo por su capacidad de hacer dialogar la teología con la cultura y el pensamiento humano. En el siglo XII no existía para el mundo cristiano un pensamiento filosófico autónomo, al margen de la reflexión teológica, y este pensamiento hizo falta buscarlo en el pasado. De amicitia de Cicerón, que es la obra de referencia escogida por Elredo, tiene el valor añadido de concentrar sintéticamente el pensamiento de la antigüedad clásica sobre la amistad desde Sócrates y Platón.
Su aportación a la recuperación y la relectura de los textos de la antigüedad clásica prepara y explica el fenómeno cultural y espiritual del Humanismo, que estallará con todo el vigor en los siglos XV y XVI.
Louis Bouyer dibuja así el perfil humano y espiritual del monje Elredo: «En Elredo vemos florecer verdaderamente el humanismo de Císter, con los rasgos que lo caracterizan. [...] Humanista debido a su interés por todo aquello que es humano, por los detalles psicológicos, por su atención a los matices más delicados de los sentimientos o, sencillamente, por la importancia que atribuye a los afectos humanos. También en el sentido doctrinal: su obra es, por encima de todo, la de un moralista, que observa y analiza los movimientos del corazón, y para él el ideal monástico y cristiano se expresa en la construcción de la personalidad. La vida social ocupa seguramente el mismo espacio que la vida interior».

## Canonización
Cuando murió en 1167 tenía gran fama de santidad por lo que rápidamente fue canonizado, 35 años después de su muerte.  